# Sceloporus exsul
Espèce
Statut de conservation UICN

 CR B1ab(iii) : 
En danger critique
Sceloporus exsul est une espèce de sauriens de la famille des Phrynosomatidae.

## Répartition
Cette espèce est endémique du Querétaro au Mexique.

## Publication originale
- Dixon, Ketchersid & Lieb, 1972 : A new species of Sceloporus (undulatus group; Sauria, Iguanidae) from Mexico. Proceedings of the Biological Society of Washington, vol. 84, no 38, p. 307-312 (texte intégral).